# IWGP Intercontinental Championship
IWGP Intercontinental Championship – były tytuł mistrzowski w profesjonalnym wrestlingu, utworzony i promowany przez japońską federację New Japan Pro-Wrestling (NJPW). Skrótowiec „IWGP” inicjuje organ zarządzający federacją – International Wrestling Grand Prix. Tytuł utworzono 5 stycznia 2011, zaś inauguracyjny mistrz został wyłoniony podczas majowego touru federacji po Stanach Zjednoczonych. Nieoficjalnie tytuł jest częścią „New Japan Triple Crown” (jap. 新日本トリプルクラウン Shin Nihon Toripuru Kuraun) wraz z tytułami IWGP Heavyweight Championship i NEVER Openweight Championship.
Dotychczas było 12 różnych mistrzów, a także 19 panowań mistrzowskich. Obecnym mistrzem jest Chris Jericho, którego jest to pierwsze panowanie. Pokonał Tetsuyę Naito 9 czerwca 2018 podczas gali Dominion 6.9 in Osaka-jo Hall.

## Historia tytułu
3 października 2010 amerykańska federacja Jersey All Pro Wrestling ogłosiła, że doszła do porozumienia z NJPW, aby pierwszy raz w historii zorganizowali kilka swoich gal w Stanach Zjednoczonych. NJPW oficjalnie ogłosiło organizację gal NJPW Invasion Tour 2011: Attack on East Coast 4 stycznia 2011 i wyznaczyła daty na 13 do 15 maja. Dzień później oznajmiono wprowadzenie tytułu IWGP Intercontinental Championship, którego inauguracyjny mistrz miał zostać wyłoniony w turnieju. Uczestnicy turnieju zostali ogłoszeni 8 kwietnia 2011. 15 maja podczas ostatniej z gal, MVP wygrał finał turnieju pokonując Toru Yano.

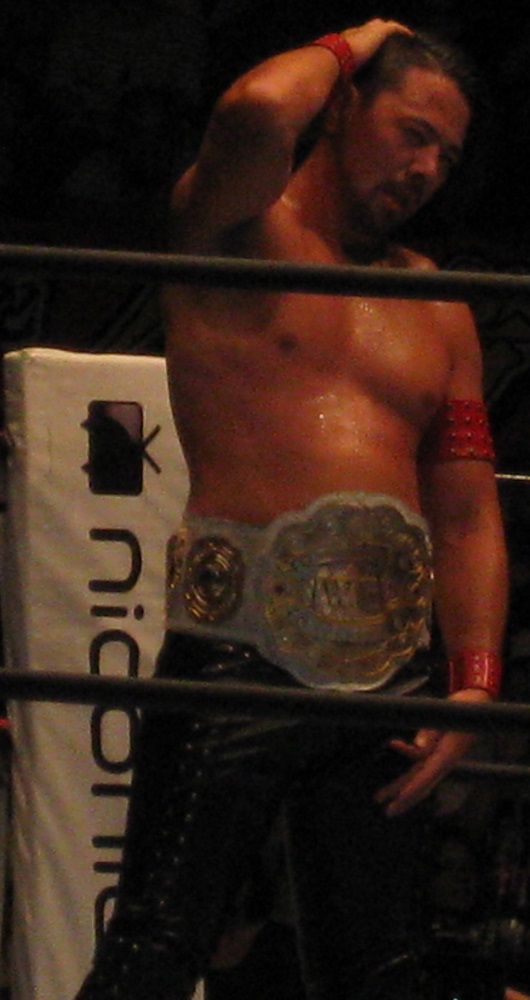
Shinsuke Nakamura, który w latach 2012–2016 posiadał tytuł pięć razy

Pomimo wygranej MVP'ego i zdobycia tytułu przez Masato Tanakę i Hirooki'ego Goto, tytuł mistrzowski był uznawany za mniej ważny od IWGP Heavyweight Championship i IWGP Tag Team Championship. Po tym jak Shinsuke Nakamura zdobył tytuł 22 lipca 2012 zaczęto promować tytuł poprzez regularne obrony w Japonii, Stanach Zjednoczonych i Meksyku. 31 maja 2013 podczas jednej ze wspólnych gal NJPW z Consejo Mundial de Lucha Libre (CMLL), Nakamura utracił tytuł na rzecz La Sombry, co stanowiło pierwszą zmianą posiadacza mistrzostwa poza granicami Japonii. Nakamura zdołał odzyskać pas dwa miesiące później i stał się pierwszym dwukrotnym zdobywcą.
Shinsuke Nakamura był wrestlerem, który w połowie dekady pomagał federacji promować mistrzostwo na równi z innymi. 4 stycznia 2014 podczas gali Wrestle Kingdom 8 utracił tytuł w walce wieczoru przegrywając z byłym wielokrotnym IWGP Heavyweight Championem, Hiroshim Tanahashim. Dziennikarze magazynu Tokyo Sports oraz publicysta Dave Meltzer zaczęli opisywać, że tytuł interkontynentalny jest „niczym światowy tytuł mistrzowski”. Do 2016 Nakamura posiadał tytuł rekordowo pięć razy, zaś ostatni raz bronił go w przedostatniej walce gali Wrestle Kingdom 10 z A.J. Stylesem. 25 stycznia 2016 jedyny raz w historii zawieszono pas, gdy Nakamura opuścił NJPW i przyłączył się do WWE.
Od 2012 do 2016 Nakamura bronił IWGP Intercontinental Championship podczas czterech styczniowych gal Wrestle Kingdom. Po zdobyciu tytułu w sierpniu 2012, Nakamura opowiedział się za zmianą wyglądu pasa mistrzowskiego. NJPW wprowadziło nową wersję pasa, gdzie czarny pas został zamieniony na biały, a blaszki wykonane z brązu zostały zastąpione złotymi. Przez kolejne lata stan wizualny pasa był coraz gorszy, głównie podczas pierwszego panowania Tetsuyi Naito, który systematycznie niszczył swój tytuł, lecz w czerwcu 2017 federacja naprawiła pas.

## Inauguracyjny turniej
|  | Pierwsza runda (13 maja) | Pierwsza runda (13 maja) |           |       | Półfinały (14 maja) | Półfinały (14 maja) |  |  | Finał (15 maja) | Finał (15 maja) |
|  |                          |                          |           |       |                     |                     |  |  |                 |                 |
|  |                          |                          |           |       |                     |                     |  |  |                 |                 |
|  |                          |                          |           |       |                     |                     |  |  |                 |                 |
|  | MVP                      | Sub                      |           |       |                     |                     |  |  |                 |                 |
|  | MVP                      | Sub                      |           |       |                     |                     |  |  |                 |                 |
|  | Kazuchika Okada          | 12:45                    |           |       |                     |                     |  |  |                 |                 |
|  | Kazuchika Okada          | 12:45                    | MVP       | Sub   |                     |                     |  |  |                 |                 |
|  |                          |                          | MVP       | Sub   |                     |                     |  |  |                 |                 |
|  |                          | Tetsuya Naito            | 10:57     |       |                     |                     |  |  |                 |                 |
|  | Josh Daniels             | Tetsuya Naito            | 10:57     | 12:28 |                     |                     |  |  |                 |                 |
|  | Josh Daniels             |                          |           | 12:28 |                     |                     |  |  |                 |                 |
|  | Tetsuya Naito            | Pin                      |           |       |                     |                     |  |  |                 |                 |
|  | Tetsuya Naito            | Pin                      | MVP       | Sub   |                     |                     |  |  |                 |                 |
|  |                          |                          | MVP       | Sub   |                     |                     |  |  |                 |                 |
|  |                          | Toru Yano                | 09:27     |       |                     |                     |  |  |                 |                 |
|  | Dan Maff                 | Toru Yano                | 09:27     | 10:38 |                     |                     |  |  |                 |                 |
|  | Dan Maff                 |                          |           | 10:38 |                     |                     |  |  |                 |                 |
|  | Toru Yano                | Pin                      |           |       |                     |                     |  |  |                 |                 |
|  | Toru Yano                | Pin                      | Toru Yano | Pin   |                     |                     |  |  |                 |                 |
|  |                          |                          | Toru Yano | Pin   |                     |                     |  |  |                 |                 |
|  |                          | Yujiro Takahashi         | 07:47     |       |                     |                     |  |  |                 |                 |
|  | Hideo Saito              | Yujiro Takahashi         | 07:47     | 08:28 |                     |                     |  |  |                 |                 |
|  | Hideo Saito              |                          |           | 08:28 |                     |                     |  |  |                 |                 |
|  | Yujiro Takahashi         | Pin                      |           |       |                     |                     |  |  |                 |                 |
|  | Yujiro Takahashi         | Pin                      |           |       |                     |                     |  |  |                 |                 |

- Pin – przypięcie
- Sub – submission

## Panowania
| Panowanie   | Numer panowania przez danego mistrza w liście               |
| Miejsce     | Miasto, w którym tytuł został zdobyty                       |
| Gala        | Gala, na której zawodnik zdobył tytuł                       |
| Ilość obron | Ilość obron tytułu mistrzowskiego podczas panowania         |
|             | Oznacza, że ilość dni w posiadaniu wzrasta z kolejnym dniem |

| #  | Mistrz            | Panowanie | Data                      | Dni | Miejsce                       | Gala                                     | Ilość obron | Notka                                                                                            | Odn.   |
| -- | ----------------- | --------- | ------------------------- | --- | ----------------------------- | ---------------------------------------- | ----------- | ------------------------------------------------------------------------------------------------ | ------ |
| 1  | MVP               | 1         | 15 maja 2011(dts)         | 148 | Filadelfia, Stany Zjednoczone | Invasion Tour 2011: Attack on East Coast | 2           | Pokonał Toru Yano w finale ośmioosobowego turnieju.                                              | [ 2 ]  |
| 2  | Masato Tanaka     | 1         | 10 października 2011(dts) | 125 | Tokio, Japonia                | Destruction '11                          | 3           |                                                                                                  | [ 7 ]  |
| 3  | Hirooki Goto      | 1         | 12 lutego 2012(dts)       | 161 | Osaka, Japonia                | The New Beginning                        | 2           |                                                                                                  | [ 8 ]  |
| 4  | Shinsuke Nakamura | 1         | 22 lipca 2012(dts)        | 313 | Yamagata, Japonia             | Kizuna Road                              | 8           |                                                                                                  | [ 12 ] |
| 5  | La Sombra         | 1         | 31 maja 2013(dts)         | 50  | Meksyk                        | Super Viernes                            | 1           | Był to two out of three falls match.                                                             | [ 15 ] |
| 6  | Shinsuke Nakamura | 2         | 20 lipca 2013(dts)        | 168 | Akita, Japonia                | Kizuna Road                              | 3           |                                                                                                  | [ 17 ] |
| 7  | Hiroshi Tanahashi | 1         | 4 stycznia 2014(dts)      | 92  | Tokio, Japonia                | Wrestle Kingdom 8                        | 1           |                                                                                                  | [ 20 ] |
| 8  | Shinsuke Nakamura | 3         | 6 kwietnia 2014(dts)      | 76  | Tokio, Japonia                | Invasion Attack                          | 1           |                                                                                                  | [ 36 ] |
| 9  | Bad Luck Fale     | 1         | 21 czerwca 2014(dts)      | 92  | Osaka, Japonia                | Dominion 6.21                            | 0           |                                                                                                  | [ 37 ] |
| 10 | Shinsuke Nakamura | 4         | 21 września 2014(dts)     | 224 | Kobe, Japonia                 | Destruction in Kobe                      | 3           |                                                                                                  | [ 38 ] |
| 11 | Hirooki Goto      | 2         | 3 maja 2015(dts)          | 147 | Fukuoka, Japonia              | Wrestling Dontaku                        | 1           |                                                                                                  | [ 39 ] |
| 12 | Shinsuke Nakamura | 5         | 27 września 2015(dts)     | 120 | Kobe, Japonia                 | Destruction in Kobe                      | 2           |                                                                                                  | [ 40 ] |
| —  | Wakat             | —         | 25 stycznia 2016(dts)     | —   | Tokio, Japonia                | —                                        | —           | Zwakowano, gdy Nakamura opuścił NJPW i podpisał kontrakt z WWE.                                  | [ 26 ] |
| 13 | Kenny Omega       | 1         | 14 lutego 2016(dts)       | 126 | Nagaoka, Japonia              | The New Beginning in Niigata             | 1           | Pokonał Hiroshiego Tanahashiego o zwakowany tytuł.                                               | [ 41 ] |
| 14 | Michael Elgin     | 1         | 19 czerwca 2016(dts)      | 98  | Osaka, Japonia                | Dominion 6.19 in Osaka-jo Hall           | 1           | Był to ladder match.                                                                             | [ 42 ] |
| 15 | Tetsuya Naito     | 1         | 25 września 2016(dts)     | 259 | Kobe, Japonia                 | Destruction in Kobe                      | 4           |                                                                                                  | [ 43 ] |
| 16 | Hiroshi Tanahashi | 2         | 11 czerwca 2017(dts)      | 230 | Osaka, Japonia                | Dominion 6.11 in Osaka-jo Hall           | 4           |                                                                                                  | [ 44 ] |
| 17 | Minoru Suzuki     | 1         | 27 stycznia 2018(dts)     | 92  | Sapporo, Japonia              | The New Beginning in Sapporo             | 1           |                                                                                                  |        |
| 18 | Tetsuya Naito     | 2         | 29 kwietnia 2018(dts)     | 41  | Kumamoto, Japonia             | Wrestling Hinokuni                       | 0           |                                                                                                  |        |
| 19 | Chris Jericho     | 1         | 9 czerwca 2018(dts)       | 209 | Osaka, Japonia                | Dominion 6.9 in Osaka-jo Hall            | 0           |                                                                                                  |        |
| 20 | Tetsuya Naito     | 1         | 4 stycznia 2019           | 92  | Tokio, Japonia                | Wrestle Kingdom 13                       | 3           |                                                                                                  |        |
| 21 | Kōta Ibushi       | 1         | 6 kwietnia 2019           | 64  | Nowy Jork, Stany Zjednoczone  | G1 Supercard                             | 1           |                                                                                                  |        |
| 22 | Tetsuya Naito     | 4         | 9 czerwca 2019            | 105 | Osaka, Japonia                | Dominion 6.9 in Osaka-jo Hall            | 0           |                                                                                                  |        |
| 23 | Jay White         | 1         | 22 września 2019          | 104 | Kobe, Japonia                 | Destruction in Kobe                      | 1           |                                                                                                  |        |
| 24 | Tetsuya Naito     | 5         | 4 stycznia 2020           | 190 | Osaka, Japonia                | Wrestle Kingdom 14                       | 2           |                                                                                                  |        |
| 25 | Evil              | 1         | 12 lipca 2020             | 48  | Osaka, Japonia                | Dominion 6.9 in Osaka-jo Hall            | 1           | Walka była także o IWGP Heavyweight Championship.                                                |        |
| 26 | Tetsuya Naito     | 6         | 29 sierpnia 2020          | 128 | Tokio, Japonia                | Summer Struggle in Jingu                 | 1           | Walka była także o IWGP Heavyweight Championship.                                                |        |
| 27 | Kota Ibushi       | 1         | 4 stycznia 2021           | 59  | Tokio, Japonia                | Wrestle Kingdom 15                       | 4           | Walka była także o IWGP Heavyweight Championship.                                                |        |
| —  | Zdezaktywowany    | —         | 4 marca 2021              | —   | Tokio, Japonia                | Anniversary Show                         | —           | Tytuł został zunifikowany z IWGP Heavyweight Championship w IWGP World Heavyweight Championship. |        |

## Łączna ilość panowań
| Miejsce | Mistrz            | Ilość panowań | Ilość obron | Łączna ilość dni |
| ------- | ----------------- | ------------- | ----------- | ---------------- |
| 1       | Shinsuke Nakamura | 5             | 17          | 901              |
| 2       | Tetsuya Naito     | 6             | 8           | 814              |
| 3       | Hiroshi Tanahashi | 2             | 5           | 322              |
| 4       | Hirooki Goto      | 2             | 3           | 308              |
| 5       | Chris Jericho     | 1             | 1           | 209              |
| 6       | MVP               | 1             | 2           | 148              |
| 7       | Kenny Omega       | 1             | 1           | 126              |
| 8       | Masato Tanaka     | 1             | 3           | 125              |
| 9       | Kōta Ibushi       | 2             | 5           | 123              |
| 10      | Jay White         | 1             | 1           | 104              |
| 11      | Michael Elgin     | 1             | 1           | 98               |
| 12      | Minoru Suzuki     | 1             | 1           | 92               |
| 12      | Bad Luck Fale     | 1             | 0           | 92               |
| 14      | La Sombra         | 1             | 1           | 50               |
| 15      | Evil              | 1             | 1           | 48               |